# Coup de Grace (album)
Pour les articles homonymes, voir Coup de grâce (homonymie).
Albums de The Stranglers
Written in Red
(1997) Norfolk Coast
(2004)
Coup de Grace est un album du groupe The Stranglers sorti en 1998.

## Titres
1. God is Good - 4:00
2. You Don't Think That What You've Done is Wrong - 3:12
3. Tonight - 3:16
4. Jump Over My Shadow - 4:30
5. Miss You - 5:03
6. Coup de Grace (S-O-S) - 3:22
7. In the End - 3:13
8. No Reason - 5:15
9. Known Only unto God - 4:39
10. The Light - 5:57